# Vought F7U Cutlass
O F7U Cutlass foi um caça-bombardeiro multi-missão da marinha dos Estados Unidos do início da Guerra Fria.

## Variantes
- XF7U-1 - três protótipos iniciais.
- F7U-1 - versão de produção inicial 14 construídos.
- F7U-2 - versão proposta, para 88 aeronaves, mas cancelada.
- XF7U-3 - um protótipo construído primeiro voo em 20 de dezembro de 1951.
- F7U-3 - versão definitiva de produção, 192 produzidos.
- F7U-3P - versão de foto-reconhecimento, 12 produzidos.
- F7U-3M - versão de bombardeiro com quatro mísseis ar-ar AAM-N-2 Sparrow I, 98 produzidos, 202 cancelados.
- A2U-1 - designação de 250 aeronaves canceladas para o perfil de ataque ao solo.

## Especificações (F7U-3M)
Dados de: Naval Fighters Number Six, Jane's Encyclopedia of Aviation.
Descrições gerais
- Tripulação: 1
- Comprimento: 12,586 m (41 ft)
- Envergadura: 12,1 m (40 ft)
- Envergadura enflechada: 6,80 m (22 ft) largura das asas dobradas para armazenamento no porta-aviões.
- Altura: 4,27 m (14 ft)
- Área alar: 46,1 m² (496 ft²)
- Peso vazio: 8 260 kg (18 200 lb)
- Peso bruto (carregado): 12 174 kg (26 800 lb)
- Peso de decolagem: 14 353 kg (31 600 lb)

Motorização
- Número de motores: 2x
- Tipo do motor: Turbojato
- Fabricante/modelo: Westinghouse J46-WE-8B
- Empuxo por motor: 2 086,52 kgf (4 600 lbf) (20.46 kN)

Performance
- Velocidade máxima: 1 122 km/h (697 mph)
- Velocidade total em Mach: 0.91659 Ma
- Velocidade total em Nó: 605,32 kn (1 120 km/h)
- Alcance bélico: 1 482 km (921 mi)
- Razão de subida: 73.3 m/s
- Tecto de serviço: 12 375 m (40 600 ft)
- Carga alar: 245 kg/m²
- Pista máx. decolagem (MTOW): 486 m (1 590 ft)

Armamentos
- Metralhadoras/canhões: 4x canhões M3 de 20 mm (0,79 in)
- Número de pilones: 4x
- Capacidade dos pilones (kg): 2 500 kg (5 510 lb)
- Mísseis dos pilones: 4x mísseis ar-ar AAM-N-2 Sparrow I